# Целулоид
Целулоѝдът (от целулоза, на френски: cellulose от на латински: cellula „клетка“) е пластмаса на основата на целулозен нитрат, съдържаща пластификатор (дибутилфталат, рициново масло или вазелин, синтетичен камфор) и багрило.
Целулоидът се обработва чрез горещо щамповане, пресоване, механична обработка. Използва се за направата на кино- и фотоленти, планшети, линийки, корпуси на музикални инструменти (напр. хармоники), различни галантерийни стоки, играчки и др. Дълго време е служил като материал за направата на топчета за тенис на маса, обаче през 2014 г. тази практика е прекратена заради безопасността. Съществен недостатък на целулоида е неговата висока запалимост, вследствие на което използването му в промишлеността значително е намалено.
Целулоидът се произвежда във вид на листове, полирани от едната или от двете страни, прозрачен, оцветен и неоцветен, бял, с вид на седеф, бронз и др.

## История на откриването
През 1855 г. британският металург Александър Паркс (на английски: Alexander Parkes) открива ново вещество на основата на нитроцелулозата, разтворена в етанол. За масовото производство на новото вещество Паркс основава фирмата Parkesine Company, но след две години я закрива.
Твърдата смес от нитроцелулоза и камфор е създадена от американския изобретател Джон Хайат и е регистрирана под търговската марка Celluloid през 1870 г.